# Похищенный (телесериал)
Похищенный (англ. Kidnapped) — американская криминальная драма, транслировавшиеся на американском  телеканале NBC с 20 сентября 2006 года по 11 августа 2007 года.

## Сюжет
Сюжет сериала строится вокруг похищения ребёнка по имени Леопольд из богатой семьи. Каждая серия показывает один день из жизни героев. Планировалось что в каждом сезоне будет отдельная история с похищениями и дальнейшими действиями, но сериал вызвал множество спорных отзывов и в результате был отменен после одного сезона.

## В ролях
- Тимоти Хаттон — Конрад Каин
- Дана Дилейни — Элли Каин
- Уилл Дентон — Леопольд Каин
- Джереми Систо — Луциан Кнапп
- Делрой Линдо — Латимер
- Лайнус Роуч — Эндрю Арчер
- Кармен Эджого — Тернер

## История трансляции
Сериал был первоначально запланирован на показ по вторникам в 21:00, но в конечном счете проект изменил тайм-слот из-за возможной конкуренции с популярным шоу «Доктор Хаус» на «FOX». NBC пошел на необычный шаг и перенес сериал на среду в 22:00.